# Юзефове (Борисовський район)
Юзефове (біл. вёска Юзафова) — село в складі Борисовського району Мінської області, Білорусь. Село підпорядковане Пригородницькій сільській раді, розташоване в північно-східній частині області.